# Arrondissement de Beuthen

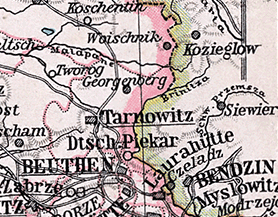
L'arrondissement de Beuthen sur une carte de 1905

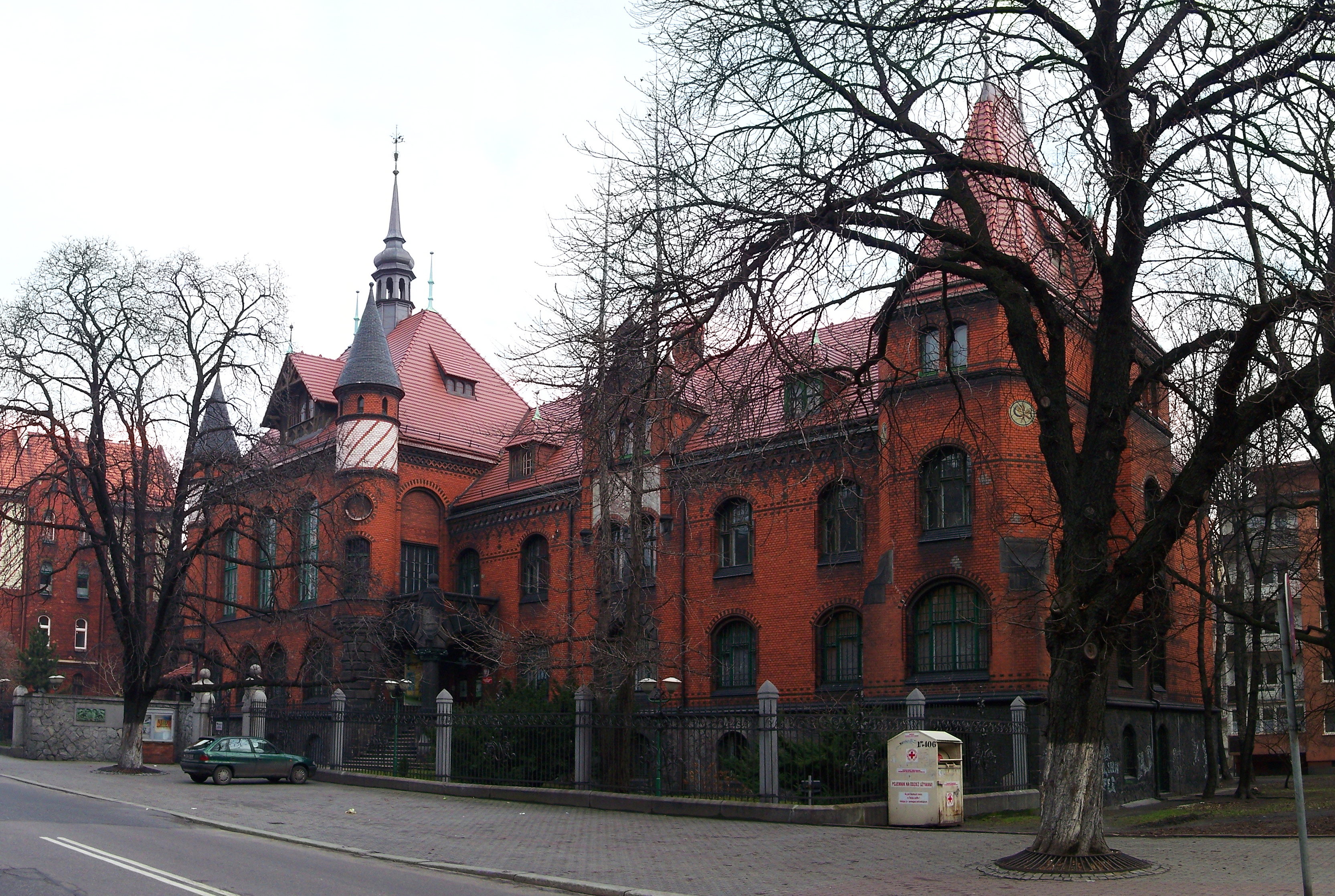
Le bâtiment du bureau de l'arrondissement

L'arrondissement de Beuthen est un arrondissement prussien de Haute-Silésie de 1743 à 1926. La commune éponyme de Beuthen forme son propre arrondissement urbain depuis 1890. Le bureau de l'arrondissement est situé à Roßberg (de).

## Histoire
Après la conquête de la majeure partie de la Silésie, les structures administratives prussiennes Après la conquête de la majeure partie de la Silésie, le roi Frédéric II introduit des structures administratives prussiennes en Basse-Silésie en 1742 et en Haute-Silésie en 1743. Cela comprend la création de deux chambres de guerre et de domaine à Breslau et Glogau ainsi que leur division en arrondissements et la nomination d'administrateurs d'arrondissement. La nomination des administrateurs dans les arrondissements de Haute-Silésie est faite sur proposition du ministre prussien de Silésie, Ludwig Wilhelm von Münchow, ce que Frédéric II accepte en février 1743.
L'arrondissement de Beuthen est formé à partir du duché de Beuthen (de), l'une des principautés silésiennes. Gottlieb von Rimultowsky-Kornitz devient le premier administrateur de l'arrondissement de Beuthen. L'arrondissement est initialement subordonné à la Chambre de guerre et des domaines de Breslau et est affecté au district d'Oppeln de la province de Silésie au cours des réformes Stein-Hardenberg.
Lors de la réforme des arrondissements du 1er janvier 1818 dans le district d'Oppeln, l'arrondissement de Beuthen reçoit les villes de Bogutschütz (de), Brzenskowitz, Kattowitz, Myslowitz, Rosdzin, Schoppinitz (de) et Zalenze (de) de l'arrondissement de Pless (de) et de l'arrondissement de Tost (de) la ville de Broslawitz, les villages de Groß Wilkowitz, Grzibowitz, Kempczowitz, Konary, Niedar, Nierada et Wieschowa ainsi que les colonies de Georgendorf, Glinitz, Larischhof, Marienau et Philippsdorf,.
En raison de l'augmentation rapide de la population dans la région industrielle de Haute-Silésie, l'arrondissement s'avère trop grand. C'est pourquoi en 1873, les trois nouveaux arrondissements de Kattowitz (de), Tarnowitz et Zabrze (de) sont séparés de l'arrondissement de Beuthen.
Le 1er avril 1890, la ville de Beuthen quitte l'arrondissement de Beuthen et forme désormais son propre arrondissement urbain. Le 1er avril 1898, Königshütte quitte également l'arrondissement et devient un arrondissement urbain indépendant. Le 8 novembre 1919, la province de Silésie fut dissoute et la nouvelle province de Haute-Silésie est formée à partir du district d'Oppeln.
Lors du plébiscite de Haute-Silésie du 20 mars 1921, 40,9% des électeurs de l'arrondissement de Beuthen votent pour le maintien dans l'Allemagne et 59,1% pour la cession à la Pologne. À la suite des décisions de la Conférence des ambassadeurs de Paris. La partie orientale de l'arrondissement tombe aux mains de la Pologne, à partir de laquelle le powiat de Świętochlowice dans la voïvodie autonome de Silésie en est formé. La partie allemande restante de l'arrondissement, qui comprend Bobrek (de), Karf (de), Miechowitz (de), Rokittnitz, Roßberg (de) et Schomberg (de), existe initialement en tant qu'arrondissement jusqu'à sa dissolution le 1er janvier 1927 et divisé comme suit :
- La commune et le district de domaine de Roßberg sont intégrés à la ville indépendante de Beuthen.
- Toutes les autres communes et districts de manoirs sont fusionnés avec la partie de l'arrondissement de Tarnowitz restée en Allemagne pour former le nouveau arrondissement de Beuthen-Tarnowitz.

## Évolution de la démographie
| Année | Habitants | Source |
| ----- | --------- | ------ |
| 1795  | 19 844    | [ 11 ] |
| 1819  | 28 171    | [ 12 ] |
| 1846  | 84 353    | [ 13 ] |
| 1871  | 234 895   | [ 14 ] |
|       |           |        |
| 1885  | 131 998   | [ 15 ] |
| 1900  | 137 839   | [ 16 ] |
| 1910  | 195 844   | [ 16 ] |
|       |           |        |
| 1925  | 73 461    | [ 17 ] |

Lors du recensement de 1910, 63 % des habitants de l'arrondissement de Beuthen se considèrent comme purement polonophones et 30 % comme purement germanophones. 96 % des habitants sont catholiques en 1910 et 4 % protestant.

## Administrateurs de l'arrondissement
- 1743–175900Gottlieb Christoph von Rimultowsky und Kornitz (de)[4]
- 1765–177000Ernst Wentzel von Rosteck und Goldmannsdorf (de)[4]
- 1776–178600Erdmann Gustav Henckel von Donnersmarck (de)[4]
- 1800–184000Carl Joseph Traugott Henckel von Donnersmarck (de)[4]
- 1840–186000Adolph von Tieschowitz (de)[19]
- 1860–187400Hugo Solger (de)[20]
- 1874–188600Edmund von Wittken (de)
- 1886–188700Elsner von Gronow
- 1887–189200Konrad von Sydow (de)
- 18920000000Wilhelm Wiesand (de)
- 1893–190800Arnold Lenz
- 1908–192200Erwin Trappenberg
- 1922–192600Kurt Urbanek (de)

## Communes
En 1900, les communes suivantes appartiennent à l'arrondissement de Beuthen,:
| - Birkenhain - Bobrek (de) - Brzezowitz - Chropaczow (de) (à partir de 1909 Schlesiengrube) - Deutsch Piekar - Groß Dombrowka - Kamin - Karf (de) - Lipine (de) - Miechowitz (de) - Mittel Lagiewnik | - Neu Heiduk - Nieder Heiduk (de) - Ober Heiduk (de) - Ober Lagiewnik - Orzegow - Rokittnitz - Roßberg (de) - Scharley - Schomberg (de) - Schwientochlowitz |

Incorporations jusqu'en 1914
- Guretzko, le 1er octobre 1898 à Roßberg
- Hospitalgrund, 1879 à Beuthen
- Mittel Lagiewnik et Ober Lagiewnik, fusionnent le 1er avril 1905 pour former la commune de Hohenlinde
- Nieder Heiduk et Ober Heiduk, fusionnent pour former la commune de Bismarckhütte avant 1908

## Personnalités liées à l'arrondissement
- Carl Wernicke (1848-1905), médecin né à Tarnowitz.
- Ernst Steinitz (1871-1928), mathématicien né à Laurahütte (de)